# Laurent Paquin
Pour les articles homonymes, voir Paquin.
 (août 2024).
Si vous disposez d'ouvrages ou d'articles de référence ou si vous connaissez des sites web de qualité traitant du thème abordé ici, merci de compléter l'article en donnant les références utiles à sa vérifiabilité et en les liant à la section « Notes et références ».
Laurent Paquin, né le 21 septembre 1971 à Longueuil, est un humoriste et animateur de radio québécois.
Il a été animateur de plusieurs galas Juste pour rire à Montréal, dont il détient le record pour le plus grand nombre de Galas Juste pour Rire consécutifs (15e à l'été 2018). Il a été animateur à la télévision, à la radio (CKOI) et a également joué dans la comédie musicale Chicago présentée au Casino de Paris et à Montréal. On pouvait aussi l'entendre dans les publicités de Bell Canada dans lesquelles il prêtait sa voix au castor nommé Bertrand. Il a aussi joué dans les séries québécoises Histoires de filles et Caméra Café.

## Biographie
Laurent Paquin a étudié à la polyvalente Robert-Ouimet à Acton Vale durant son secondaire. L'auditorium de la polyvalente porte d'ailleurs son nom. Pour ses études collégiales, il décide d'aller étudier au Cégep de Jonquière en Arts et technologies des médias,communication profil Animation et productions radiophoniques. Il est lauréat de Cégeps en spectacle en 1990. À 19 ans, il entreprend de devenir humoriste. Il se rend à l'École nationale de l'humour, d'où il gradue en 1995.
Sur la scène de l’humour, Laurent Paquin fait sa marque en portant un regard à la fois naïf, lucide et cinglant sur l’actualité, la société et la politique. En 2000, cinq ans après sa sortie de l’École nationale de l’humour, il reçoit le Prix Révélation du Festival Juste pour rire. L’année suivante, en 2001, il lance son premier one-man-show, Première impression. Présenté durant trois ans, le spectacle rallie tant le public que la critique, au Québec comme en Europe.
En 2004, il fait le saut dans le monde de la comédie musicale avec Chicago, un succès qui l’amènera à jouer sur la mythique scène du Casino de Paris pendant près de deux mois. En 2006, il revient à l’humour avec Tout est relatif, son deuxième spectacle solo qui est honoré de deux prix au gala des OLIVIER 2007 : spectacle de l’année et auteur de l’année.
En 2008, il prête sa voix au Méchant Chat du Dr. Calico dans le film d’animation Volt et en 2010 il prête son image jouant dans le long métrage réalisé par Patrick Huard, Filière 13. En 2013, Laurent participe au tournage du film Il était une fois les Boys. Il y incarnera le père de Fernand aux côtés de Sonia Vachon, qui interprétera sa femme.
Il participe à diverses séries et émissions à la télévision : La poudre d’escampette à Télé-Québec et Une émission couleur de Radio-Canada, qu’il a animée durant l’été 2004. Il participera pendant cinq années à Histoires de filles, une sitcom diffusée sur TVA. En 2010 et 2011, toujours sur TVA, il interprètera un personnage d’avocat brouillon et incompétent dans Caméra Café.
En 2012, Laurent lance son tout premier album musical, Laurent Paquin chante Laurent Paquin, un disque de chansons humoristiques à son image acclamé par les critiques et le public.
L'humoriste aux multiples talents est approché par Bell, leader de la téléphonie au Canada, afin de prêter sa voix à leur nouvelle campagne de publicité. Pendant trois ans, il est la voix derrière Bertrand-le castor.
Il est plusieurs fois animateur ou co-animateur à Radio Énergie en 2005 et 2006, il rejoint l’équipe de CKOI en septembre 2007. En 2008, il participe à l'émission Midi Morençy en livrant des chroniques mordantes. De l’automne 2009 à l'été 2011, Laurent tient la barre de l'émission matinale Lève toi et marche qui deviendra en 2011 Debout Montréal de la station CKOI. Il quitte l'émission en 2012 pour se consacrer à l'écriture de son 3e one-man-show, L’erreur est humaine, qui fut lancé en mars 2013 qui cumule plus de 150 000 billets vendus et 250 représentations à travers la province.
En décembre 2013, Laurent participe à la grande revue de l’année qu’était le Bye Bye 2013, à titre de comédien invité. Il a également co-animé la 16e Soirée des Jutra avec Pénélope McQuade le 23 mars 2014 et animé son 11e gala Juste pour rire consécutif les 12 et 13 juillet 2014, à la salle Wilfrid-Pelletier de la Place des Arts.
Les 13 et 14 juillet 2015, il anime son 12e gala Juste pour rire en carrière. Les galas portant sur le thème des 7 péchés capitaux, il traitera de la luxure. La même année, il co-fonde le Bordel Comédie Club avec 5 autres humoristes québécois.
Dans ses temps libres, Laurent fait de l’improvisation. Joueur étoile, il représente le Québec plusieurs fois au sein du Mondial d’improvisation diffusé sur Télé-Québec et à la LNI. Laurent est également membre fondateur des Improductifs depuis 9 ans, un spectacle qui allie improvisation et interactivité avec le public. Ses talents d’improvisateur font également de lui le grand champion de la populaire émission Dieu Merci, diffusée à TVA entre 2008 et 2011.
Il a animé les éditions en 2005, 2007 et 2009 du téléthon Juste pour aider qui vient en aide aux organismes La Maison du Père et Comic Relief. Il fut également porte-parole de Nez Rouge et de Moisson Montréal et participe régulièrement à des spectacles bénéfices pour divers organismes.
En 2025, il se démarque grâce à ses cinq nominations au gala les Olivier.

## Vie privée
Laurent a un fils prénommé Albert et une fille Lisa qu'il a adoptée en Russie.

## Carrière

### Spectacles
- 2001 : Première Impression
- 2006 : Tout est relatif
- 2013 : L’Ereure est humaine
- 2017 : Déplaire
- 2023 : Crocodile distrait

### Télévision
- 2002 - 2008 : Histoires de filles : Laurier St-Denis
- 2010 - 2012 : Caméra Café : Alain Jarraud

## Prix et distinctions
- 2000 : Prix Révélation du Festival Juste pour rire
- 2001 : Prix Perrier du Festival du rire de Montreux en Suisse[2]
- 2003 : Prix de la SACEM au Festival International Mont-Blanc d'Humour
- 2007 : Olivier du spectacle de l’année et auteur de l’année